# Richard Križan
Richard Križan (sinh 23 tháng 9 năm 1997) là một cầu thủ bóng đá Slovakia thi đấu cho FC Nitra ở vị trí hậu vệ.

## Sự nghiệp câu lạc bộ

### FC Nitra
Križan ra mắt chuyên nghiệp cho FC Nitra trước MŠK Žilina ngày 22 tháng 7 năm 2017.